# 上水田村
上水田村（かみみずたそん）は、岡山県上房郡にあった村。現在の真庭市の一部にあたる。古代阿賀郡6郷の中心地。

## 地理
旭川支流・備中川の中流域に位置していた。
- 山岳：四峰山[2]

## 歴史
- 1876年（明治9年）阿賀郡平田村、井尾村が合併し上水田村が成立[2]。
- 1889年（明治22年）6月1日、町村制の施行により、上水田村が単独で村制施行し、上水田村が発足[1][2]。大字は編成せず[2]。
- 1900年（明治33年）4月1日、阿賀郡が廃止され上房郡に所属[1][2]。
- 1953年（昭和28年）10月1日、上房郡呰部町、水田村、中津井村と合併し、北房町を新設して廃止された[1][2]。合併後、北房町大字上水田となった[2]。

## 産業
- 農業

## 名所・旧跡
- 谷尻遺跡[2]
- 小殿遺跡[2]
- 英賀廃寺跡[2]